# 즉석사진기

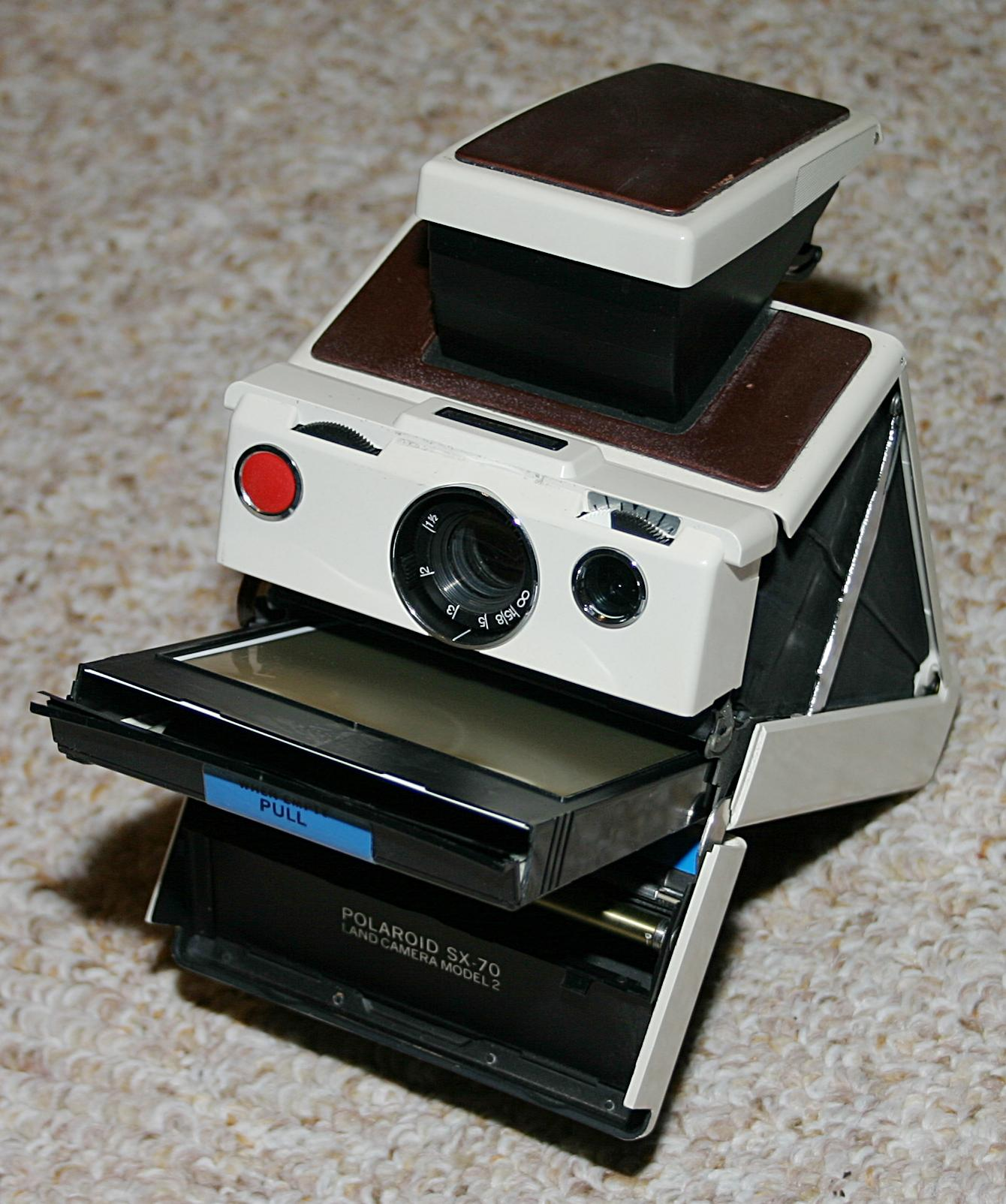
즉석 카메라

즉석사진기(卽席寫眞機) 또는 즉석카메라(卽席camera)는 카메라의 한 종류로, 사진을 찍으면 바로 사진이 나오는 카메라를 말한다. 1923년에 발명되었다.